# Dödsdomen
Dödsdomen är en roman av Val McDermid, utgiven i Storbritannien år 1999. Engelska originalets titel är A Place of Execution. Johan Nilsson översatte romanen till svenska 2002.

## Handling
I december 1963 försvinner 13-åriga Alison Carter från den lilla byn Scarsdale i norra England. Poliserna George Bennett och Tommy Clough får utstå en svår utredning då de även möts av misstänksamhet och slutenhet i en liten by där alla känner alla och rentav är släkt på något vis. Så småningom lyckas polisen gripa en misstänkt som slutligen avrättas genom hängning. Alisons kropp återfinns dock aldrig och den fällande domen bygger på starka indicier. 35 år senare beslutar sig journalisten Catherine Heathcote, uppvuxen i regionen, att skriva en bok om det gamla men välkända fallet. Nya och överraskande rön görs emellertid i samband med detta och handlingen tar en milt sagt oväntad vändning. Bärande teman i boken är bland annat gemenskap och hur rättvisa ska definieras. McDermid fick många fina priser för denna roman, av bedömare betraktad som en originell spänningsroman. 